# Алекс Сарториус (Вселенная DC)
1. перенаправление Доктор Фосфор#Вне комиксов